# アンドゥ＃1
「アンドゥ#1」(Undo #1) は、1989年7月5日にリリースされた坂本龍一のシングル。

## 背景
Virgin移籍後初作品。表題曲は、坂本も出演したサッポロビール『サッポロ・ドラフト』CFイメージソングに起用された。
CDのレーベルは、赤地に黒（ヴァージン盤・再発盤）と黒地に赤（再発盤の一部）、の2種類存在し、帯は黄色地のものがケースに直貼りされていた。再発盤は赤いもの（裏地が初盤に似せている）がケースに挿入されている。

## 音楽性

### アンドゥ#1
アルバム『ビューティ』に収録された「Amore」の原曲。

### アンドゥ#4
「アンドゥ #1」から「Amore」の主旋律を除いた、いわゆるカラオケ版で、ギターを強調したアレンジ。

### レーザー・マン
アルバム『ビューティ』に収録された「Calling From Tokyo」の原曲で、ピーター・ワン監督の映画『激光人・レーザーマン』（1988年）のテーマ曲として作られた楽曲。後に「JAZZ#1」として、リドリー・スコット監督の映画『ブラック・レイン』（1989年）に使用された。

## 記録
ヴァージン在籍中は洋楽扱いされており、オリコン&ミュージック・ラボの洋楽シングル部門では第1位を獲得した。

## 収録曲
| 全作曲: 坂本龍一。 |                               |       |            |      |
| #                  | タイトル                      | 作詞  | 作曲・編曲 | 時間 |
| 1.                 | 「アンドゥ#1」(UNDO #1)       |       | 坂本龍一   | 4:48 |
| 2.                 | 「アンドゥ#4」(UNDO #4)       |       | 坂本龍一   | 4:48 |
| 3.                 | 「レーザー・マン」(LASER MAN) |       | 坂本龍一   | 4:24 |
| 合計時間:          | 合計時間:                     | 14:00 |            |      |